# باشگاه فوتبال سنت پائولی
باشگاه فوتبال سنت‌پائولی (به آلمانی: Fußball-Club St. Pauli) باشگاه فوتبال آلمانی است که در منطقه‌ی سنت‌پائولی شهر هامبورگ قرار دارد.
باشگاه سنت‌پائولی در ۱۵ مه سال ۱۹۱۰ تأسیس شده است.
این باشگاه علاوه بر فوتبال در ورزش‌های راگبی فوتبال آمریکایی، بیسبال بولینگ، بوکس، شطرنج، دوچرخه سواری، هندبال سافتبال و تنیس روی میز نیز فعالیت دارد.